# Jean Henri Desmercières

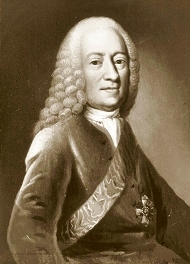
Desmercières (zwischen 1768 und 1776)

Jean Henri Desmercières (* 8. Mai 1687 in Paris; † 15. März 1778 in Kopenhagen) war ein dänischer Bankier und Landreformer. Der Desmerciereskoog, einer der unter seiner Leitung gewonnenen Köge in Nordfriesland, trägt seinen Namen.

## Leben
Jean Henri Desmercières war der uneheliche Sohn von Jean Henri Huguetan Graf von Gyldensteen und einer Pariser Putzmacherin. Seinen Nachnamen erhielt er nach der Rue des Merciers, der Pariser Straße der Modehändler, in der femininen Form des Wortes. In Paris erhielt er eine gründliche Ausbildung zum Kaufmann. 1720 übertrug ihm sein Vater die Leitung des Londoner Stützpunkts seiner Überseehandelsgesellschaft. Von 1723 bis 1725 stand Desmercières in Berlin als Kammerherr in den Diensten Friedrich Wilhelm I., ehe sein Vater ihn zu sich nach Kopenhagen holte, wo er bereits 1727 zum Königlichen Konferenzrat ernannt wurde.
Am 25. Juni 1751 heiratete Desmercières Elisabeth Sophie Gräfin de Friis (1714–1799), eine Tochter des dänischen Adligen Christian von Friis zu Friisenborg. Er stieg bis zum Geheimen Kommerzrat auf und wurde 1768 in den erblichen Adel erhoben, hatte allerdings keine Nachkommen, den seine Ehe war kinderlos geblieben.
Desmercières starb am 15. März 1778. Der Leichnam wurde in einer Gruft an der St.-Georg-und-Mauritius-Kirche von Flemhude, deren Patron er war, bestattet. Seine Witwe bezog Schloss Boller, den Witwensitz ihrer Familie.

### Bankier
Schon kurz nach seiner Ankunft in Dänemark beauftragte ihn König Friedrich IV. mit der Gründung eines Bankhauses. Im Gegensatz zu den zu dieser Zeit in vielen Städten gegründeten privaten Kreditanstalten, die zum Teil Zinsen bis über 20 % nahmen, betrug hier der Zinssatz nur 4 %. Drei Direktoren vertraten die staatlichen Interessen. Desmercières und sein Vater hatten diese Stellung von Gründung der Bank jeweils bis kurz vor ihrem Tod inne und mussten dabei mehrmals die eigenen Beziehungen und auch das eigene Vermögen einsetzen, um einen drohenden Konkurs abzuwenden. 

### Deichbauer
Desmercières` wichtigstes Werk war die Eindeichung der Bredstedter Bucht. Schon König Christian IV. hatte vorgehabt, das Gebiet zwischen dem Hattstedter Koog und Ockholm, das sogenannte „Bredstedter Werk“, auf einen Streich einzudeichen, und hatte dafür Oktroys vergeben, doch waren alle bisherige Bemühungen an Sturmfluten gescheitert. Als die Weihnachtsflut 1717 die neuerrichteten Deiche zerriss, boten die verzweifelten Besitzer der Oktroys ihre Privilegien zum Verkauf an. Desmercières und sein Vater sicherten sich 1728 alle Rechte sowie 1733 ein neues Oktroy von König Christian VI.
Im Gegensatz zu seinen Vorgängern ließ Desmercières immer nur einzelne Abschnitte eindeichen, dämmte vorher die Priele im Vorland ab und verzichtete dabei auf die Eindämmung gefährlicher Ströme. Zuerst wurde 1741/42 der Sophien-Magdalenen-Koog gewonnen. Mit der Eindeichung des benachbarten Desmerciereskoogs wartete er, bis 1765 das Buttergatt, ein tiefer Wattstrom, weit genug verschlickt war und der Anwachs dick genug war, um eine gute Voraussetzung zur Landwirtschaft zu bieten. Desmercières’ Köge galten als besonders fruchtbar. Er sorgte für Entwässerung und Infrastruktur in seinen Kögen und suchte die neuen Pächter selbst aus. Durch die Bedeichung dieser beiden Köge wurde er zum „Urvater“ der nordfriesischen Gemeinde Reußenköge.
Desmercières verwendete dabei ein neues, flacheres Deichprofil. Diesen Deich würdigte der Mathematiker Johannes Nikolaus Tetens in seinem Buch Reisen in die Marschländer der Nordsee 1788 als bahnbrechende Neuerung. Der Ort, an dem der neue Deich an die älteren Deiche mit steileren Profilen stößt, diente vermutlich als Vorbild für entsprechende Beschreibungen in der Novelle Der Schimmelreiter von Theodor Storm. Desmercières selbst gilt als eines der historischen Vorbilder für die Hauptfigur des Deichgrafen Hauke Haien in derselben Novelle.
Im Jahre 1770/1771 erwarb Desmercières das Recht, den Christians-Koog, den letzten 1739 von Holländern fertiggestellten und bei einer Sturmflut 1751 zerstörten Koog im Gebiet des ehemaligen Alt-Nordstrand, auf eigene Kosten neu zu bedeichen. Er nannte diesen Koog nach seiner Ehefrau Elisabeth-Sophien-Koog. Insgesamt gelang ihm mit seinen Deichbauten ein Landgewinn von rund 1500 Hektar. Hinzu kamen 1788 der Reußen-Koog und 1800 der Louisen-Reußen-Koog, die nach seinem Erben, Graf Heinrich XLIII. Reuß, dem Enkel seiner Halbschwester, sowie dessen Frau, benannt sind.

### Landreformer
Desmercières setzte sich besonders für die Stärkung der Landwirtschaft ein, die ihm eine sicherere finanzielle Grundlage zu bieten schien als Industrie und Handelsgesellschaften. Damit geriet er als Mitglied im Generalkollegium für Wirtschaft und Handel in Interessenkonflikt mit Graf Johann Hartwig Ernst von Bernstorff, der die Industrialisierung fördern wollte. Desmercières erstand mehrere Güter in Holstein (unter anderem Quarnbek, Warleberg und Emkendorf), wodurch er zu einem der größten Grundbesitzer im Land wurde. Auf ihnen probierte er aus, wie sich durch neue Techniken die Erträge steigern ließen. So verpachtete er die Milchkühe an Holländer, die größere Erfahrung mit der Milchwirtschaft hatten (sogenannte Holländerei). Zudem milderte er die Leibeigenschaft seiner Bauern und überließ ihnen teilweise das Land zur Erbpacht.
In den von ihm eingedeichten Kögen verpflichtete er seine Pächter nach einer Anfangszeit, in der das Pflügen noch nicht möglich war, zu einer den Boden schonenden Fruchtfolge mit regelmäßigen Brachen, wobei ungefähr die Hälfte des Landes für Ackerbau genutzt wurde.

## Ehrungen

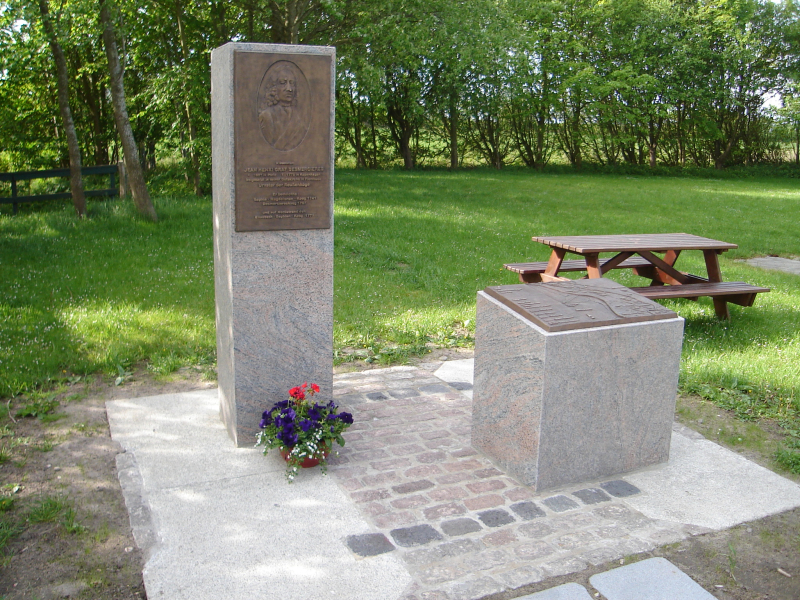
Gedenktafel zu Ehren Graf Desmercières’

- 2007 errichtete die Gemeinde Reußenköge ihrem „Urvater“, wie es im Text heißt, ein Denkmal. Dieses befindet sich vor der Kooghalle im Sophien-Magdalenen-Koog. Auf einer Granitstele mit einem Bronzerelief wird Desmercières gewürdigt. Auf einem weiteren Relief ist die Geschichte der Bedeichung und Landgewinnung der Gemeindeköge dargestellt. Das Denkmal wurde im Auftrag der Gemeinde vom schleswig-holsteinischen Bildhauer Jörg Plickat erschaffen.[1]
- Seit Herbst 2010 erinnert in der Flemhuder Kirche eine identische Bronzegedenktafel, gestiftet von der Gemeinde Reußenköge und deren Sielverbänden, ausgeführt vom Bildhauer Jörg Plickat, an Desmercières.